# Ephraïm Inoni
Ephraïm Inoni (ur. 16 sierpnia 1947 w Bakingili koło Limbé), polityk kameruński, premier w latach 2004–2009.
Pochodzi z grupy etnicznej Bakweri. Bliski współpracownik prezydenta Kamerunu Paula Biyi, pełnił funkcję zastępcy sekretarza generalnego urzędu prezydenckiego. 8 grudnia 2004 został mianowany przez Biyę premierem, zastąpił Petera Mafany Musonge. 30 czerwca 2009 na stanowisku szefa rządu zastąpił go Philémon Yang.